# Tatia aulopygia
Tatia aulopygia es una especie de pez de la familia Auchenipteridae en el orden de los Siluriformes.

## Morfología
Los machos pueden llegar alcanzar los 15,9 cm de longitud total.

## Distribución geográfica
Se encuentran en Sudamérica: río Madeira en la cuenca del río Amazonas.